# 马蒂尔达·巴特拉耶里机场
马蒂尔达·巴特拉耶里机场（印尼语: Bandar Udara Mathilda Batlayeri）是位于印度尼西亚马鲁古省西东南马鲁古县塔宁巴尔群岛萨温拉基的机场，用以替代南边的已废弃老机场奥利利机场。机场以马蒂尔达·巴特拉耶里（Mathilda Batlayeri）为名，她是一位来自塔宁巴尔群岛的女英雄，1953年因在南加里曼丹省抗击印尼伊斯兰国的反叛运动而离世。机场于2005年开建，经过多年的延期，于2014年5月9日开始运作。目前机场仅供ATR-72机型的飞机起降，因为跑道仅有1,641米。但是，政府计划在2016年将跑道延长至2,000米，下一阶段将进一步延长至2,500米，跑道也将从现在的30米拓宽至45米。这将容纳更大型的飞机起降，例如波音737、福克100和空客A320。
机场有110 m x 15 m的独立滑行道和152 m x 75 m的停机坪，目前的航站楼面积为1,440㎡。总规划中，航站楼将扩建至4,000㎡，下一阶段将进一步扩建到7,000㎡，机场的滑行道和停机坪也将扩大以容纳更大的飞机通行。

## 设施
机场处于平均海平面以上125（410英尺），有一条无特定称呼、沥青铺装1,641 m x 30 m (5384 ft × 98 ft)的跑道。

## 航空公司和目的地
| 航空公司       | 目的地              |
| -------------- | ------------------- |
| 航星航空       | 安汶、朗古尔/图阿尔 |
| 加鲁达印尼航空 | 安汶                |
| 特里嘎纳航空   | 安汶、朗古尔/图阿尔 |
| 风翼航空       | 安汶                |
| 快速航空       | 安汶                |

## 资料来源
1. ↑  . Direktorat Pehubungan Udara, Kementerian Perhubungan Republik Indonesia.   [31 Dec 2014]. （原始内容存档于2017-05-22）.
2. ↑  .   [2017-04-14]. （原始内容存档于2018-06-12）.
3. ↑  Kemenhub Perpanjang Landas Pacu, Saumlaki Segera Miliki Bandara Kelas Internasional[永久]
4. ↑  .   [2017-04-14]. （原始内容存档于2017-08-04）.